# Caenis moe
Caenis moe is een haft uit de familie Caenidae. De wetenschappelijke naam van de soort is voor het eerst geldig gepubliceerd in 1999 door Hwang & Bae.
De soort komt voor in het Palearctisch gebied.